# Juan Moneva y Puyol
Juan Moneva y Puyol (Pollos, 21 de agosto de 1871-Zaragoza, 7 de julio de 1951) fue un jurista, catedrático, académico y político español, adscrito al aragonesismo conservador.

## Biografía
Hijo de padres aragoneses, nació de forma casual en la localidad vallisoletana de Pollos el 21 de agosto de 1871. De inclinación anticatalanista en sus primeros años, llegaría a convertirse en un amante de la lengua y cultura catalanas. En 1895 publicó Derecho obrero, en origen su tesis doctoral.
Fue catedrático de Derecho en la Universidad de Zaragoza y colaborador del periódico barcelonés El Gato Negro (1898) y de la Revista de Aragón (1903), entre otras publicaciones. A pesar de estar especializado en derecho canónico, escribió sobre temáticas diversas.
Ideológicamente, estuvo adscrito al aragonesismo conservador y fue una figura clave de Acción Regionalista Aragonesa. Militante del Partido Conservador, estuvo vinculado a la fracción maurista de este. Mantuvo amistad tanto con Antonio Maura como con Francesc Cambó.
Fue autor de obras como Introducción al derecho hispánico, Gramática castellana o Educación católica de los hijos, así como miembro correspondiente de la Real Academia de Buenas Letras de Barcelona, Real Academia de Buenas Letras de Sevilla, la Real Academia Española, la Real Academia de Ciencias Morales y Políticas, la Real Academia de Jurisprudencia y Legislación y del Instituto de Estudios Catalanes.
Resultó víctima del proceso de depuración franquista del magisterio español tras el estallido de la guerra civil, pero ya en 1939 sería rehabilitado en su cátedra zaragozana. Falleció en Zaragoza en 1951, el día 7 de julio.